# 동화사 (순천시)
동화사(桐華寺)는 대한민국 전라남도 순천시 별량면 대룡리에 있는 절이다. 대한불교조계종 제19교구 본사인 화엄사의 말사이다. 순천에서 벌교로 가는 길에 있는 개운산 정상 아래에 자리잡고 있다.

## 역사
조선사찰사료에 따르면 동화사는 고려 초 대각국사 의천이 창건했고, 조선조에는 법홍이 건물 일부를 중창하고, 계환이 숙종 22년(1696년)에 법당과 선승당, 요사채, 정문루 등을 중건했다고 한다.

## 현황
현재 동화사에는 고려시대 초기의 것으로 추정되는 삼층석탑이 가장 오래된 건축물로 남아 보물 제831호로 지정되어 있다. 조선시대 후기에 조성된 것으로 추정되는 대웅전(전라남도 지방유형문화재 제61호), 천왕전과 명부전이 있으며, 나머지 건물들은 모두 근래에 조성된 것들이다. 부도 2기가 있는데, 하나는 고려시대, 또 다른 하나는 조선시대의 것으로 추정된다.